# Wicked Beat
WICKED BEAT – drugi minialbum japońskiego zespołu B’z, wydany 21 czerwca 1990 roku. Osiągnął 3 pozycję w rankingu Oricon i pozostał na liście przez 120 tygodni, sprzedał się w nakładzie 1 111 230 egzemplarzy. Album zdobył status płyty Milion.

## Lista utworów
Wszystkie utwory zostały napisane i skomponowane przez Kōshi Inabę i Takahiro Matsumoto.
| Nr | Tytuł                             | Czas |
| -- | --------------------------------- | ---- |
| 1. | „I Wanna Dance Wicked Beat Style” | 4:36 |
| 2. | „Komachi-Angel Red Hot Style”     | 4:33 |
| 3. | „Bad Communication E.Style”       | 7:20 |
| 4. | „Lady-Go-Round „W-40" style”      | 6:01 |

## Notowania
| Lista                                 | Pozycja |
| ------------------------------------- | ------- |
| Oricon Weekly Albums Chart            | 3       |
| Oricon Yearly Albums Chart (rok 1990) | 21      |
| Oricon Yearly Albums Chart (rok 1991) | 30      |